# Marcel Nicolet
Marcel Nicolet (Basse-Bodeux, 26 februari 1912 - Ukkel, 8 oktober 1996) was een Belgisch meteoroloog en geofysicus. Hij was de secretaris-generaal van het Internationaal Geofysisch Jaar (1957-1958).

## Biografie
Nicolet behaalde een diploma in fysica in 1934, jaar waarin hij begon te werken aan het Koninklijk Meteorologisch Instituut van België, en een doctoraat in astrofysica van de Universiteit van Luik in 1937. In 1945 publiceerde hij een monografie over de ionosfeer.
Na de Tweede Wereldoorlog nam hij contact op met collega's uit het Verenigd Koninkrijk en de Verenigde Staten, met name de werkgroep aan de Universiteit van Massachusetts in State College. In 1946 leert hij verschillende bekende collega's kennen tijdens een vergadering van de Internationale Unie voor Radiowetenschap in Parijs. In de Verenigde Staten leert hij onder andere David Bates en Harrie Massey kennen.
Nicolet werd een van de belangrijkste begunstigers van het Internationaal Geofysisch Jaar in 1957-1958. Door de deelname van de meest invloedrijke naties van de wereld met uitzondering van de Volksrepubliek China werd het een uiterst belangrijke wererldwijde wetenschappelijke samenwerking. Nicolet werd er tot secretaris-generaal verkozen.
In 1987 verleende Belgisch koning Boudewijn hem de titel baron voor zijn belangrijke bijdrage tot het succes van het Internationaal Geofysisch Jaar. Verder verkreeg hij verschillende wetenschappelijke onderscheidingen, waaronder de William Bowie-medaille van de American Geophysical Union in 1984.